# 오사카의 푸른 밤
"오사카의 푸른 밤"(The Blue Nights Of Osaka)은 한국에서 제작된 정진수 감독의 1993년 드라마 영화이다. 홍여진 등이 주연으로 출연하였고 정광웅 등이 제작에 참여하였다.

## 출연

### 주연
- 홍여진
- 유연실
- 홍주희

## 기타
- 촬영부: 장재기
- 조명: 배상일